# Suivants d'Horus
Les Suivants d'Horus (de l'égyptien ancien : Shemsou Hor) sont des divinités égyptiennes de second rang et une catégorie de demi-dieux. Dans les Textes des Pyramides, leur nom est déterminé par l'enseigne du dieu-chacal Oupouaout ce qui les place, à priori, dans la sphère de ce dieu. Cette association est confirmée par la figuration d'étendards nommés shemsou-Hor ou netjerou shemsou-Hor brandis par des prêtres d'Oupouaout dans des scènes de la fête-Sed du pharaon Niouserrê (Ve dynastie). La compréhension du rôle exact de ces divinités est cependant rendu difficile par le fait que le terme shemsou-Hor recouvre des significations très diverses.

## Anciens souverains égyptiens

Représentation moderne des Âmes de Pé et de Nekhen.

Dans le Canon royal de Turin (XIXe dynastie), la référence aux iakhou-shemsou-Hor (les esprits Shemsou-Hor) semble être une allusion aux souverains des villes de Bouto et Nekhen de la période prédynastique. Au IIIe siècle av. J.-C., l'historien Manéthon de Sebennytos dans son Ægyptiaca se réfère à eux sous l'expression grecque de νέκυες ήμίθεοι, c'est-à-dire les « défunts demi-dieux ». Il est alors possible de penser que l'expression Shemsou-Hor soit une forme primitive ou alternative des Âmes de Pé et de Nekhen qui sont respectivement représentées comme des êtres à tête de faucon et de chacal. Ils sont certainement intimement liés à Horus et à Anubis (ou Oupouaout). Il est à noter que lorsque Manéthon donne la liste de ces pharaons semi-divins, il y inclut Horus et Anubis.
La nature et la fonction des Shemsou-Hor est loin de faire l'unanimité dans le milieu égyptologique. Ce qui clair, c'est qu'ils occupent une importante position entre les humains et les grandes divinités. Le fait qu'ils étaient particulièrement digne d'honneur est démontré par une allusion de l'Enseignement de Ptahhotep (Moyen Empire). L'écoute des maximes, le respect de la tradition permet d'entrer dans la sphère divine, ou du moins, de s'en approcher après le trépas :

« Un fils qui entend est un Suivant d'Horus et c'est bon pour lui après qu'il a entendu. Lorsqu'il est âgé, il atteint l'état de bienheureux. Qu'il transmette le même message à ses enfants en renouvelant l'enseignement de son père. »

— Enseignement de Ptahhotep, début de la maxime 42. Traduction de Christian Jacq.
Le pharaon est, entre autres, la manifestation sur terre du dieu faucon Horus dans son rôle de protecteur de son père Osiris. Dans les Textes des Pyramides, le pharaon est clairement identifié à Horus. D'une manière très naturelle, les Suivants d'Horus sont des esprits bénéfiques qui rendent légitime la fonction pharaonique en étant présent dans les listes royales (placé entre les dieux-rois et les rois humains) ou lors de célébrations royales ; la fête-Sed par exemple.

## Annales royales
Les annales royales de l'Ancien Empire mentionnent à plusieurs reprises le Shemsy-Hor qui est probablement un événement ou un objet cérémoniel. Dans toutes les occurrences, le Shemsy-Hor est mis en relation avec une festivité dédiée soit aux chacals Anubis ou Sed, soit avec l'emblème anubien imy-out.

« Horus Djer :
An VI du Shemsy-Hor. Naissance de l’imy-out.
An VIII du Shemsy-Hor. Naissance d'Anubis.
An XX du Shemsy-Hor. Naissance d'Anubis.
An XXII du Shemsy-Hor. Naissance de Sed »

— Annales du pharaon Djer (Ire dynastie).
Il est peut-être fait référence à une procession nautique bisannuelle durant laquelle le pharaon procède à l'évaluation des richesses de son royaume. Une inscription fragmentaire trouvée à Éléphantine et datée de la IIIe dynastie montre clairement qu'il s'agit d'une célébration religieuse exécutée à date régulière. Sous la VIe dynastie, une référence fait du Shemsy-Hor une cohorte de soldats Nubiens placé dans la suite du pharaon.

## Significations du verbeshems
Les expressions Shemsou-Hor et Shemsy-Hor dérivent du verbe shems qui comporte en lui de nombreuses significations. D'une manière usuelle, les égyptologues traduisent Shemsou-Hor par « Suivants d'Horus ». Cette traduction est cependant assez peu satisfaisante. Le sens originel du verbe semble avoir été « diriger un bateau ». Dans plusieurs occurrences, il semble prendre le sens de « être dans le cortège de quelqu'un » ; d'une divinité ou d'un pharaon, avec l'implication de « rendre service ». Il y a lieu de penser qu'une part du rôle des Shemsou-Hor ait été d'acclamer le roi défunt lors de longue litanies d'hommage lors de ses funérailles. Après la mort, l'acclamation a pour but de parachever la justification du défunt ; c'est-à-dire de faire de lui un esprit-akh, un ancêtre utile et bénéfique aux vivants dans un rôle d'intercesseur avec les dieux. Dans l'écriture hiéroglyphique, le verbe shems et tous les mots qui en dérivent sont notés avec le glyphe de l'objet shemes (T.18 selon la classification Gardiner). Dans les plus anciennes apparitions, l'objet apparaît placé sur une barque. Puis, à l'époque de Niouserrê, placé sur un support tel un emblème. En lui-même, l'objet n'est pas clairement défini. Il s'agit peut-être d'un bâton où un couteau est fiché et où d'autres objets sont attachés. Pour l'allemand Hermann Kees, il s'agit d'un symbole de puissance et de protection en lien avec les sacrifices humains pratiqué durant les temps prédynastiques. Pour d'autres, l'objet n'est pas une arme de guerre mais un outil cérémoniel et ce qui a été vu comme un couteau semble plutôt représenter une plume (Friedrich Wilhelm von Bissing) ou une sorte de brosse destinée à l'entretien de la barque (Pierre Montet). Il n'en reste pas moins que cet objet est indéniablement mis en lien avec la déesse guerrière Mafdet à tête de léopard.